# Menhir de Luzim
El Menhir de Luzim, també conegut com Marco de Luzim, és un monument megalític al municipi de Penafiel, a Portugal.

## Descripció i història
El menhir se situa en un indret conegut com Lomar, a la zona de Tapada de Sequeiros, en una àrea poc accidentada entre algunes elevacions, i es considera part de la serra de Luzim. Aquest lloc és a la frontera entre les freguesies de Luzim i Vila Cova i de Perozelo, ambdues al municipi de Penafiel. El menhir s'integra en el conjunt de monuments megalítics de Luzim o de Tapada de Sequeiros, que consta de cinc dòlmens i del conjunt de pintures rupestres de Pegadinhas de Sâo Gonçalo. Es tracta d'un monòlit allargat de granit, amb una secció subpentagonal, sense cap element decoratiu, que va ser instal·lat de forma vertical en terra. Té prop de 2,5 m d'alçada, dels quals 2,15 m estan per sobre del sòl. Durant els treballs arqueològics fets en la dècada del 1930 per l'investigador Joaquim Santos Júnior, es descobrí una sèrie de petites pedres al voltant de la base, en forma de tascó, que en servien de basament.
El monument degué erigir-se durant els períodes Neolític o Eneolític. Les primeres referències al menhir les feu al 1864 Simão Rodrigues Ferreira, en el diari O Século XIX, publicat a Penafiel, i semblen els més antics registres en territori portugués relatius a un monument megalític d'aquest tipus. Rodrigues Ferreira va escriure novament sobre el Menhir de Luzim el 1875, en l'obra Antiguidades do Porto, i el 1880, en els Anais do Município de Penafiel. El 1895, el menhir va ser referit per l'arqueòleg José Leite de Vasconcellos en l'obra O Archeologo Português.
En la dècada de 1930, el monument fou estudiat per Joaquim Santos Júnior, a invitació de José Monteiro de Aguiar, i n'excavaren la base. El 1940 José Monteiro de Aguiar i Joaquim Santos Júnior van publicar una obra en conjunt, El menir de Luzim, en una comunicació presentada en el Congrés del Món Portugués. En la dècada del 1960 José Lanhas escrigué sobre el menhir, i el 1970 fou classificat com a Immoble d'Interés Públic pel Decret n.º 251, de 3 de juny. El 1982, Vítor Oliveira Jorge investigà el monument en la seua tesi de doctorat sobre el megalitisme al nord del país. El 2008 s'hi feren obres de neteja, i entrà dins l'Itinerari Arqueològic de la Vall del Tâmega - Penafiel, i inclou un recorregut a peu que connecta diversos monuments de l'àrea.